# Ocyale fera
Ocyale fera là một loài nhện trong họ Lycosidae.
Loài này thuộc chi Ocyale. Ocyale fera được Embrik Strand miêu tả năm 1908.